# Francisco Esteban Acuña de Figueroa
Francisco Esteban Acuña de Figueroa (Montevideo, 3 de setembre de 1791 – ibídem, 6 d'octubre de 1862) fou un escriptor uruguaià, autor dels himnes nacionals de l'Uruguai, Orientales, la Patria o la tumba, i del Paraguai, Paraguayos, República o Muerte.

## Biografia
Va néixer a Montevideo, quan la ciutat formava part de l'antiga Banda Oriental (avui Uruguai), sota domini d'Espanya. El seu pare, Jacinto Acuña de Figueroa, era tresorer de la Reial Hisenda i va ocupar un càrrec públic, primer a la Província Cisplatina, i després al nou país. Francisco va succeir-lo en el càrrec, després de la seva tornada de Rio de Janeiro, on es trobava exiliat.
Si bé va ser l'autor dels himnes del Paraguai i l'Uruguai, no es va mostrar partidari de la causa independentista. Va romandre fidel a l'imperi Espanyol fins a la seva mort, encara que va ocupar càrrecs públics al govern uruguaià. La seva tornada a Montevideo, el 1818, va coincidir amb la invasió portuguesa.
Algunes de les seves obres més conegudes són Salve Multiforme i Obras completas (publicada de forma pòstuma, el 1890).
Va morir a Montevideo el 1862.